# Seymour Martin Lipset
Pour les articles homonymes, voir Lipsett.
Seymour Martin Lipset est un sociologue et politologue américain né le 18 mars 1922 à Harlem (New York) et mort le 31 décembre 2006 dans le comté d'Arlington (Virginie). Il est principalement connu pour ses travaux autour des sciences politiques, du syndicalisme, de la stratification sociale et de l'opinion publique.
Il a notamment écrit plusieurs livres sur les conditions d'existence et de développement de la démocratie, faisant régulièrement la politique comparée des démocraties. Il a été président de l'American Political Science Association de 1979 à 1980 et de l'Association américaine de sociologie de 1992 à 1993. Socialiste au début de sa vie, Lipset s'est ensuite orienté vers la droite et est aujourd'hui considéré comme l'un des premiers néoconservateurs,.
À sa mort en 2006, le Guardian l'a qualifié de « principal théoricien de la démocratie et de l'exceptionnalisme américain » ; le New York Times a déclaré qu'il était « un sociologue, un politologue et un théoricien incisif de l'unicité américaine » de premier plan ; et le Washington Post a déclaré qu'il était « l'un des spécialistes des sciences sociales les plus influents du dernier demi-siècle ».

## Biographie

### Jeunesse et éducation
Lipset naît à New York de parents juifs russes immigrés,. Il grandit dans le Bronx aux côtés d'autres jeunes immigrés irlandais, italiens et juifs. Lipset se souvient avoir été "dans une atmosphère où il y avait beaucoup de discussions politiques [...] mais on n'entendait jamais parler de démocrates ou de républicains ; la question était celle des communistes, des socialistes, des trotskystes ou des anarchistes". Il est diplômé du City College of New York, où il est un militant de l'antistalinisme et devient plus tard le président national de la Young People's Socialist League (en) ; il quitte le Parti socialiste en 1960 et se décrit comme centriste, profondément influencé par Alexis de Tocqueville, George Washington, Aristote et Max Weber. Lipset reçoit un doctorat en sociologie de l'université Columbia en 1949 ; avant cela, il enseigne à l'Université de Toronto.

### Carrière académique
Lipset a été professeur dans la chaire Caroline S.G. Munro de sciences politiques et de sociologie à l'Université Stanford et chercheur à la Hoover Institution, puis est devenu professeur de la chaire George D. Markham de gouvernement et de sociologie à l'Université Harvard. Il a également enseigné à l'Université Columbia, à l'Université de Californie à Berkeley, à l'Université de Toronto et à l'Université George-Mason, où il était professeur dans la chaire Hazel de politique publique.
Lipset faisait également partie de l'Académie américaine des arts et des sciences, de l'Académie nationale des sciences et de la Société américaine de philosophie. Il est à ce jour la seule personne à avoir été président de l'American Political Science Association (1979-1980) et de l'Association américaine de sociologie (1992-1993). Il a également été président de la Société internationale de psychologie politique, de l'Association de recherche sociologique, de l'Association mondiale pour la recherche sur l'opinion publique, de la Société pour la recherche comparée et de la Société Paul F. Lazarsfeld de Vienne.
Lipset a reçu le prix MacIver pour son livre Political Man en 1960 et le prix Gunnar Myrdal pour The Politics of Unreason en 1970.
En 2001, Lipset a été nommé parmi les 100 intellectuels américains les plus influents, d'après un collège d'académiciens, dans le livre de Richard Posner Public Intellectuals: A Study of Decline.

## Recherche académique

### «Some Social Requisites of Democracy»
L'un des ouvrages les plus cités de Lipset est l'article « Some Social Requisites of Democracy: Economic Development and Political Legitimacy » publié en 1959. Cet article traite de la théorie de la modernisation, de la démocratisation, et émet l'hypothèse selon laquelle le développement économique conduit à démocratie.
Lipset est en effet l'un des premiers auteurs à évoquer la « théorie de la modernisation », selon laquelle la démocratie est le résultat direct de la croissance économique et que « plus une nation est aisée, plus grandes sont ses chances que la démocratie survive ». Cette théorie, nommée « hypothèse de Lipset » ou « thèse de Lipset » en son hommage, continue à être un facteur important dans les discussions universitaires et les recherches relatives aux transitions démocratiques,.
L'hypothèse de Lipset a été critiquée par Guillermo O'Donnell (en), Adam Przeworski, Daron Acemoğlu et James A. Robinson.
L’un des principaux débats autour de la manière exacte dont la démocratie émerge se trouve sur le caractère endogène ou exogène de la démocratisation. Pour les partisans de la démocratisation endogène, la démocratisation résulte de l'histoire antérieure du pays jusqu'à l'avènement de la démocratie. Le développement économique et l’expansion de la classe moyenne jouent donc ici un rôle crucial. Parmi eux, on retrouve Charles Boix et Susan C. Stokes.
La démocratisation exogène, quant à elle, soutient que la démocratisation résulte de facteurs externes, tels que les mouvements politiques pro-démocratie à l'échelle mondiale, observés à travers le monde depuis le début de la troisième vague de démocratisation jusqu’aux années 1990. Selon Adam Przeworski et Fernando Limongi (en), la corrélation entre richesse économique et démocratie s’explique par la simple raison qu’une fois qu’un pays est passé à un régime démocratique, il a de bien meilleures chances de rester démocratique s’il est riche, alors que les pays pauvres retombent le plus souvent dans un régime autocratique.

### Political Man
Political Man: The Social Bases of Politics (1960) propose une analyse des bases de la démocratie, du fascisme, du communisme (l' « autoritarisme de la classe ouvrière ») et d'autres organisations politiques à travers le monde, dans l'entre-deux-guerres et après la Seconde Guerre mondiale.
La partie la plus souvent citée par les auteurs académiques est le chapitre II intitulé « Développement économique et démocratie ». Larry Diamond et Gary Marks affirment que « l'affirmation de Lipset selon laquelle il existe une relation directe entre le développement économique et la démocratie a fait l'objet d'un examen empirique approfondi, à la fois quantitatif et qualitatif, au cours des 30 dernières années. Et cette étude montre, de manière claire et consistante, une forte relation causale entre le développement économique et la démocratie ».
Au chapitre V, Lipset analyse le « fascisme » – à gauche, à droite et au centre – et explique que l’étude des bases sociales des différents mouvements de masse modernes suggère que chaque couche sociale majeure a des expressions politiques à la fois démocratiques et extrémistes. Il a mis en avant les erreurs qui sont d'identifier l’extrémisme comme un phénomène de droite, et le communisme avec un phénomène de gauche. Il a souligné que les idéologies et les groupes extrémistes peuvent être classés et analysés dans les mêmes termes que les groupes démocratiques, c'est-à-dire de droite, de gauche et du centre.
Political Man a été publié et réédité à plusieurs reprises, vendu à plus de 400 000 exemplaires et traduit en 20 langues, notamment en vietnamien, en bengali et en serbo-croate.

### «Cleavage Structures, Party Systems, and Voter Alignments»
Dans cet article coécrit en 1967 avec Stein Rokkan, Lipset apporte une contribution substantielle à la théorie du clivage.

### The Democratic Century
Dans The Democratic Century (2004), Lipset cherche à expliquer pourquoi l’Amérique du Nord a développé des démocraties stables et pas l’Amérique latine. D'après lui, la raison de cette divergence était que les modèles initiaux importés par les colons, le processus ultérieur de développement économique des nouvelles colonies et les guerres d'indépendance étaient d'ampleur et d'incidence différentes. Les histoires distinctes de la Grande-Bretagne et des pays ibériques ont créé des héritages culturels différents, ce qui a affecté les perspectives de la démocratie.

## Théories autour du libéralisme
Seymour Martin Lipset est un théoricien des liens entre libéralisme économique et libéralisme politique : la démocratie soutient le développement économique et le développement économique suscite la démocratie. Sa pensée est remise en cause depuis les années 2000 par l'émergence du consensus de Pékin qui se veut une voie alternative au consensus de Washington : l'émergence et le développement économique de pays autoritaires comme les NPIA ou la république populaire de Chine serait la preuve de la non-validité de cette théorie.

## Engagements
Lipset quitte le Parti socialiste en 1960 et s'est décrit plus tard comme un centriste, profondément influencé par Alexis de Tocqueville, George Washington, Aristote et Max Weber. Il s'engage ensuite au sein de l'aile conservatrice du Parti démocrate et s'associe aux néoconservateurs, sans se qualifier comme tel,.
Lipset a été vice-président du conseil d'administration de l'Institut des États-Unis pour la paix et de l'Institut Albert Shanker (en), membre du Conseil américain des bourses d'études étrangères, coprésident du Comité pour la réforme du droit du travail, du Comité pour une UNESCO efficace et consultant auprès de la Fondation nationale pour les sciences humaines, du National Humanities Institute, du National Endowment for Democracy et de l'American Jewish Committee.
Lipset était un fervent partisan de l'État d'Israël. Il a présidé les Professeurs américains pour la paix au Moyen-Orient, la Commission nationale B'nai B'rith Hillel et le cabinet consultatif facultaire de l'United Jewish Appeal (en), et a co-présidé le comité exécutif du Centre international pour la paix au Moyen-Orient. Il a travaillé pendant des années à la recherche d’une solution au conflit israélo-palestinien dans le cadre de son projet plus vaste de recherche sur les facteurs qui permettent aux sociétés de maintenir des démocraties stables et pacifiques. Son travail s'est concentré sur la manière dont des niveaux élevés de développement socio-économique ont créé les conditions préalables à la démocratie (voir à ce sujet le travail d'Amartya Sen) et sur les conséquences de la démocratie pour la paix.

## Distinctions
En 1963, le livre The First New Nation de Lipset a atteint les finales du National Book Award. Il a également reçu une médaille Townsend Harris et une Margaret Byrd Dawson pour son travail, la médaille d'or du Conseil de Northern Telecom-International pour les études canadiennes et le prix Leon Epstein de politique comparée de l'American Political Science Association. Il a reçu le prix Marshall Sklare pour ses études sur les questions juives et, en 1997, le prix Helen Dinnerman de l'Association mondiale pour la recherche sur l'opinion publique.

## Vie privée
La première épouse de Lipset, Elsie, meurt en 1987. Elle était la mère de ses trois enfants, David, Daniel et Carola (« Cici »). David Lipset est un professeur d'anthropologie à l'Université du Minnesota. Il a six petits-enfants. Lipset survit à sa seconde épouse, Sydnee Guyer (la directrice du JCRC (en)), qu'il a épousée en 1990.
Lipset meurt à 84 ans de complications médicales consécutives à une attaque,.

## Ouvrages
(septembre 2024).
- "The Rural Community and Political Leadership in Saskatchewan", Canadian Journal of Economics and Political Science, vol. 13, n°3, pp. 410–428 (1947).
- (en) Seymour Martin Lipset, Agrarian Socialism: The Cooperative Commonwealth Federation in Saskatchewan, a Study in Political Sociology, Library of Congress, 1968 (1re éd. 1950), 524 p. (ISBN 0520020561, lire en ligne)
- We'll Go Down to Washington (1951).
- Union Democracy avec Martin Trow et James S. Coleman (1956).
- Social Mobility in Industrial Society avec Reinhard Bendix (1959),  (ISBN 0887387608) en ligne
- Economic Development and Political Legitimacy (1959).
- Prejudice and Society avec Earl Raab (1959).
- Political Man: The Social Bases of Politics (1960),  (ISBN 0385066503). en ligne[25]
- The First New Nation (1963),  (ISBN 0393009114) (1980). en ligne
- Social Structure and Mobility in Economic Development avec Neil J. Smelser (1966),  (ISBN 0829009108) en ligne
- The Berkeley Student Revolt: Facts and Interpretations, avec Sheldon S. Wolin (1965)
- Avec Stein Rokkan, Party Systems and Voter Alignments (Free Press, 1967)
- Student Politics (1967)  (ISBN 0465082483).  en ligne
- Revolution and Counterrevolution: Change and Persistence in Social Structures, (1968)  (ISBN 0887386946) (1988). en ligne
- The Politics of Unreason: Right Wing Extremism in America, 1790-1970 avec Earl Raab (1970),  (ISBN 0226484572) (1978). en ligne
- The Divided Academy: Professors and Politics avec Everett Carl Ladd, Jr. (1975),  (ISBN 0-07-010112-4). en ligne
- The Confidence Gap: Business, Labor, and Government in the Public Mind (1987).
- Continental Divide: The Values and Institutions of the United States and Canada (1989).
- Jews and the New American Scene avec Earl Raab (1995).
- American Exceptionalism: A Double-Edged Sword (1996).
- "Steady Work: An Academic Memoir", in Annual Review of Sociology, Vol. 22, 1996.  en ligne
- It Didn't Happen Here: Why Socialism Failed in the United States avec Gary Marks (2001),  (ISBN 0393322548).
- The Paradox of American Unionism: Why Americans Like Unions More Than Canadians Do, but Join Much Less avec Noah Meltz, Rafael Gomez, et Ivan Katchanovski (2004),  (ISBN 0801442001).
- The Democratic Century avec Jason M. Lakin (2004),  (ISBN 0806136189).

### Traductions françaises
- L'Homme et la politique (Political Man: The Social Bases of Politics, 1960), trad. fr. Guy et Gérard Durand, présent. Jean-Marie Domenach, Paris, Seuil, 464 p., 1963 (ASIN B0014UHFFS)
- Avec Stein Rokkan, Structures de clivages, systèmes des partis et alignement des électeurs : une introduction (Party Systems and Voter Alignments., Free Press, 1967), Bruxelles, Éditions de l'Université de Bruxelles, coll. Fondamentaux, 112 p., 2008  (ISBN 978-2800414270)